# Clupeoides
Clupeoides és un gènere de peixos pertanyent a la família dels clupeids.

## Taxonomia
- Clupeoides borneensis (Bleeker, 1851)[2]
- Clupeoides hueensis (Chevey, 1932)
- Clupeoides hypselosoma (Bleeker, 1866)[3]
- Clupeoides papuensis (Ramsay i Ogilby, 1886)[4]
- Clupeoides venulosus (Weber & de Beaufort, 1912)[5][6][7][8][9][10][11]